# Finale de la Coupe du monde de rugby à XV 2007
La finale de la Coupe du monde de rugby à XV 2007 est un match de rugby à XV disputé le 20 octobre 2007 au Stade de France de Saint-Denis, au terme de la sixième édition de la Coupe du monde de rugby, organisée depuis le 7 septembre 2007 dans trois pays européens. Elle voit la victoire dans un match sans essai de l'équipe d'Afrique du Sud sur celle d'Angleterre sur le score de 15 à 6. Cette rencontre constitue le record d'affluence au Stade de France en configuration football/rugby, avec un total de 80430 spectateurs. 

## Feuille de match

### Résumé
(mt : 3 – 9)
Points marqués :
- Angleterre : 2 pénalités de Wilkinson (13e, 44e)
- Afrique du sud : 4 pénalités de Montgomery (7e, 16e, 40e, 51e) et 1 de Steyn (62e)

Évolution du score : 0-3, 3-3, 3-6, 3-9, mt, 6-9, 6-12, 6-15
Arbitres
Terrain : Alain Rolland 

Touche :  Joël Jutge et  Paul Honiss

Vidéo :  Stuart Dickinson
| Angleterre · Titulaires · 15 Jason Robinson 47e · 14 Paul Sackey · 13 Mathew Tait · 12 Mike Catt 51e · 11 Mark Cueto · 10 Jonny Wilkinson · 9 Andy Gomarsall · 8 Nick Easter 65e · 7 Lewis Moody 63e · 6 Martin Corry · 5 Ben Kay · 4 Simon Shaw · 3 Phil Vickery 41e (cap) · 2 Mark Regan 63e · 1 Andrew Sheridan · Remplaçants · 16 George Chuter 63e · 17 Matt Stevens 41e · 18 Lawrence Dallaglio 65e · 19 Joe Worsley 63e 71e · 20 Peter Richards 71e · 21 Toby Flood 51e · 22 Dan Hipkiss 47e · Entraîneur · Brian Ashton |  | Afrique du Sud · Titulaires · Percy Montgomery 15 · JP Pietersen 14 · Jaque Fourie 13 · François Steyn12 · Bryan Habana 11 · Butch James 10 · Fourie du Preez 9 · 72e Danie Rossouw8 · Juan Smith 7 · Schalk Burger 6 · Victor Matfield 5 · Bakkies Botha 4 · CJ van der Linde 3 · 72' à 77' John Smit (cap) 2 · Os du Randt 1 · Remplaçants · 72e 77e Bismarck du Plessis 16 · Jannie du Plessis 17 · Johann Muller 18 · 72e Wikus van Heerden 19 · Ruan Pienaar 20 · Andre Pretorius 21 · Wynand Olivier 22 · Entraîneur · Jake White |

## Finale de 2019
La finale de la Coupe du monde 2019 voit également s'affronter l'équipe Angleterre face à l'Afrique du Sud, le 2 novembre 2019 dans le stade international de Yokohama au Japon. À l'issue de la finale, les Sud-Africains l'emportent 32-12 et décrochent leur troisième titre mondial (après 1995 et 2007).